# Martin Kučaj
Martin Kučaj (25. dubna 1963 Ostrava) je ostravský hudebník, momentálně žijící a tvořící v Kanadě.

## Život
Narodil se v Ostravě hudebníku Vlastimilu Kučajovi a zpěvačce Marii Rottrové. Po vystudování Pedagogické fakulty Univerzity Karlovy v Praze (obor český jazyk – hudební výchova) se dal na hudební dráhu. Začínal v Ostravě v různých garážových skupinách, z nichž vyčnívala především kapela Klon. Později se svým bratrem Vítem založil skupinu Tabu. V roce 1985 se přestěhoval do Prahy, kde působil ve skupinách Krausberry, Combo FH či Horká linka. S Ilonou Csákovou pracoval na projektu Rituál. Kromě toho vytvořil znělky pro televizní pořady Trip a Bago a v divadle Sklep hudbu k představení Mlýny. Do širšího povědomí se dostal až v roce 1994, kdy se skupinou Proud nahrál album Proud se songem Jedna malá holka.
Od roku 1998 žije v kanadském Torontu a svoji tvorbu zaměřil především na skládání hudby a znělek k různým pořadům (např. Legend_Quest, Beyblade či Jana a drak) či reklamám. Objevil se i v televizním seriálu Bigbít.

## Diskografie
- Proud (1994)
  - Hippie
  - Bubu
  - Jedna malá holka
  - Mrtvá hvězda
  - Ráno
  - Love song
  - Její táta říkal
  - Zvíře
  - Zhasni
  - Už ne

- Nudlová polévka pro malou mlsalku (1995)
  - Pes
  - 2000
  - Malinová
  - Japonec (v kině)
  - Hladovej král
  - Nezávislá
  - V hotelu
  - Stealer
  - Bunda
  - Rocker
  - Líná